# Сиракузский университет
Сиракузский университет (Сиракьюсский университет) (англ. Syracuse University) — частный исследовательский университет США, расположенный в городе Сиракьюс, штат Нью-Йорк.
Его история начинается с Колледжа Джинеси, основанного методистской церковью, который в 1866 году был перемещён из города Лима в штате Нью-Йорк в Сиракьюс, а 24 марта 1870 года здесь был основан Сиракузский университет.
В 1966 году вошёл в Ассоциацию американских университетов, а в 2011 году объявил о намерении выйти из неё до конца года ввиду не соответствующих требованиям ассоциации критериев оценки, которые университет пересматривать отказался. Как подчеркнула Нэнси Кантор, канцлер университета:
Мы уважаем деятельность ААУ и её путь. Если это то, на чём они сосредоточены, так тому и быть. У нас есть свой импульс, мы гордимся тем, что делаем и выход из ААУ на это не повлияет.
Университет разделён по модели Оксфордского и Кембриджского университетов. В него входят 13 школ и колледжей с национальными программами в области информационных технологий, библиотечного дела, архитектуры, телекоммуникаций, управления бизнесом, государственного управления и инженерные программы.
В 2015 году Сиракузский университет занял 58-ю позицию в рейтинге «Национальные университеты» издания U.S. News & World Report, а также позицию в диапазоне от 301 до 400 в Академическом рейтинге университетов мира.

## История

### Ранние годы

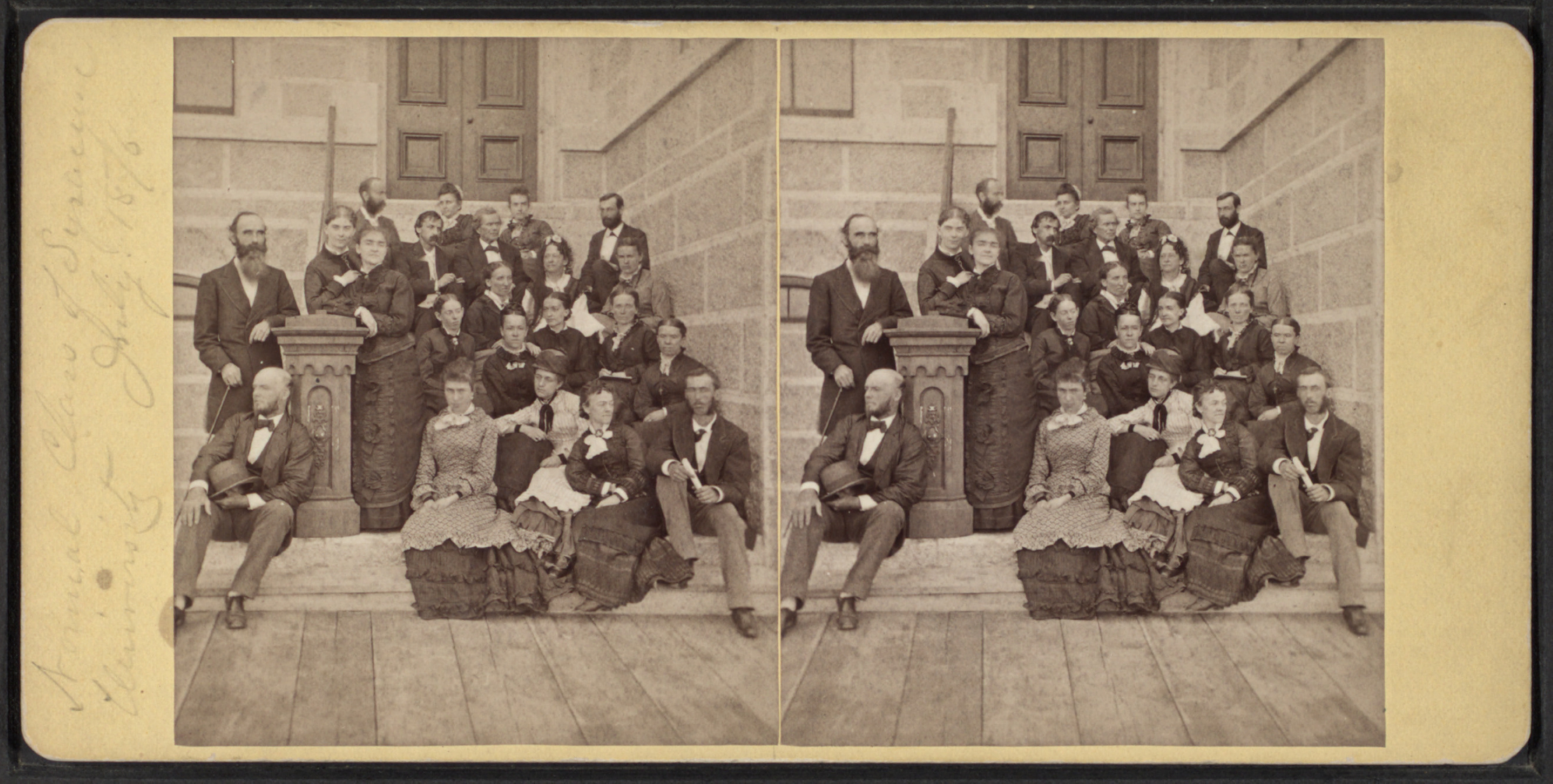
Первые выпускники Сиракузского университета (1876)

В 1832 году на ежегодной конференции методистской церкви было принято решение о создании Семинарии Джинеси Уэслиана в Лиме, штат Нью-Йорк. В 1850 году решено преобразовать учебное заведение в колледж, получивший название Колледж Джинеси. Однако, его месторасположение в маленьком городке Лима очень многих не устраивало, во-первых, он находился далеко от центра, во-вторых, экономический двигатель региона — железная дорога проходила мимо Лимы, что затрудняло развитие учебного заведения. Попечителями колледжа начались поиски нового места. В то же время в Сиракьюсе (90 миль на восток от Лимы) прорабатывалась идея о создании университета в городе. Была предпринята безуспешная попытка убедить Эзра Корнелла и Эндрю Диксона Уайта основать здесь свой университет, впоследствии его основали в Итаке (см. Корнеллский университет). Уайта устраивало это предложение, университет мог бы располагаться на холме, где сейчас стоит Сиракузский университет, однако Корнелл будучи молодым плотником, работавшим в Сиракузах, был здесь дважды ограблен и настаивал против строительства университета в этом городе.
Между тем, несколько лет шёл спор о переносе. На реализацию проекта попечители колледжа рассчитывали получить грант Джастина Моррилла. В конце концов, они согласились на пожертвование в $ 25 000 от Эзра Корнелла в обмен на поддержку его законопроекта о создании Корнеллского университета. В 1869 году колледж получил из Сиракьюса разрешение на переезд, однако в Лиме был выдан судебный запрет на его перемещение, в итоге 24 марта 1870 года принят устав нового университета в Сиракузах, а в 1875 году колледж в Лиме закрылся. Университету была предложена помощь города в размере $ 100 000, а также $ 25 000 от епископа Джесси Пека, которого избрали первым Президентом Совета попечителей. Преподобный Даниэль Стил, бывший президент колледжа Джинеси стал первым канцлером университета. Университет открылся в сентябре 1871 года в арендуемом помещении в центре города. Весомой помощью стало предложение от Джорджа Комстока, члена совета попечителей, о выделении участка земли под университет в 200 000 м² на холме к юго-востоку от центра города.
В университете было организовано совместное обучение мужчин и женщин, а также совместные внеклассные мероприятия, на церемонии открытия президент Пек заявил:
Условия приёма должны быть равны для всех… здесь не будет оскорбительной дискриминации в отношении женщин… разум и сердце должны иметь справедливые возможности…

### Рост университета
Прогрессивная методика совместного обучения, однако, очень скоро начала оспариваться. Администрация и некоторые преподаватели утверждали, что женщины уступают умом мужчинам и не могут овладеть такими, науками как математика, однако их замечания не были приняты и совместное обучение сохранилось.

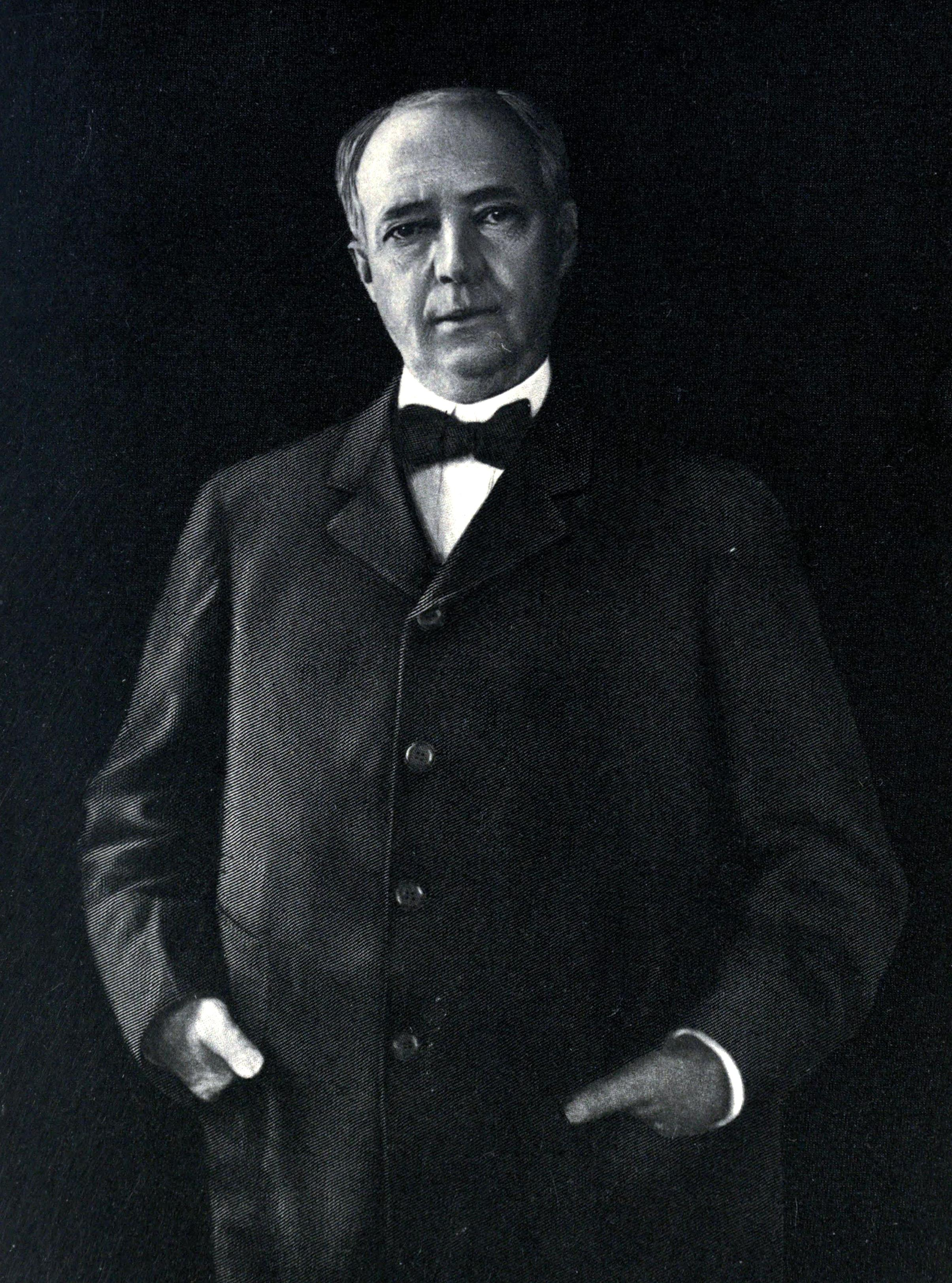
Джон Дастин Арчболд

В конце 1880-х годов на южной стороне университетского городка началось строительство новых зданий. В 1887 году построена обсерватория Холден, в 1889 году — библиотека Ранка, ныне здание администрации, и Колледж Крауса.
С момента своего основания до 1920-х годов университет стремительно рос. Были предложены программы в области физических наук и современных языков, в 1873 году университет был в числе первых в США, начавших обучение по программе в области архитектуры. В 1874 году здесь создана первая национальная программа подготовки бакалавров изобразительных искусств. В 1876 году окончил обучение первый аспирант университета, из Колледжа искусств и наук. В 1911 году появилась докторантура.
Фактически маленький гуманитарный колледж превратился в крупный университет, в чём несомненно заслуга его канцлера Джеймса Дэя и президента совета попечителей Джона Арчболда.
Джон Арчболд, известный как «правая рука» Джона Рокфеллера в компании Standard Oil, был близким другом Джеймса Дэя и за всё время пожертвовал университету почти 6 млн. дол. Как отмечали журналисты в 1917 году:
Господин Арчболд является президентом совета попечителей Сиракузского университета, который, благодаря его связям, так успешно развивался, что количество студентов выросло с нескольких сотен до 4000, в числе которых 1500 женщин, и вошёл в ряды передовых учебных заведений в США.
В дополнение к финансовой поддержке университета он также выделил средства на строительство восьми зданий, включая полную стоимость стадиона Арчболда (открыт в 1907 году, снесён в 1978), мужского общежития (1907), гимназии Арчболда (1909).

### Современный период
После Второй мировой войны Сиракузский университет начал активно заниматься научно-исследовательской работой. В 1946 году зачислено 9464 первокурсников, почти в четыре раза больше, чем в предыдущем году. Организованы филиалы в Эндикотте и Ютике.
К концу 1950-х годов университет занимал 12-ю позицию в национальном рейтинге по выделяемым на исследования средствам, эту работу вели более 400 профессоров и аспирантов.
В 1966 году был принят в Ассоциацию американских университетов, в 2011 году объявил о намерении выйти из неё.

#### Авиакатастрофа над Локерби

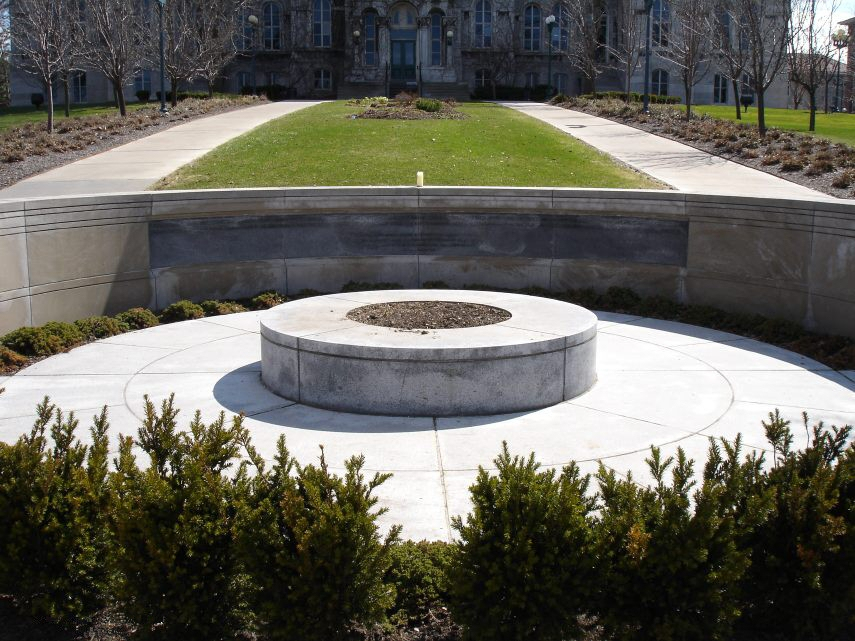
Мемориал погибшим студентам

21 декабря 1988 года в небе над Локерби (Шотландия) террористами был произведён взрыв самолёта Боинг-747-121 компании Pan American World Airways. В числе погибших в результате террористического акта были 35 студентов Сиракузского университета, которые возвращались с учёбы за рубежом.
В тот вечер, несмотря на произошедшее, в университете продолжался баскетбольный матч, такое поведение подверглось жёсткой критике и информация о действиях должностных лиц университета была доведена до руководства NCAA. На следующий день канцлер университета Мелвин Эггерс по общенациональному телевидению признал, что должен был отменить все мероприятия. После терактов 11 сентября 2001 года по всей стране были отменены многие спортивные мероприятия, чтобы не повторить ошибки Сиракузского университета.
В апреле 1990 года в университете открылся мемориал, посвящённый этому трагическому событию, расположенный у Зала Языков.

## Кампус

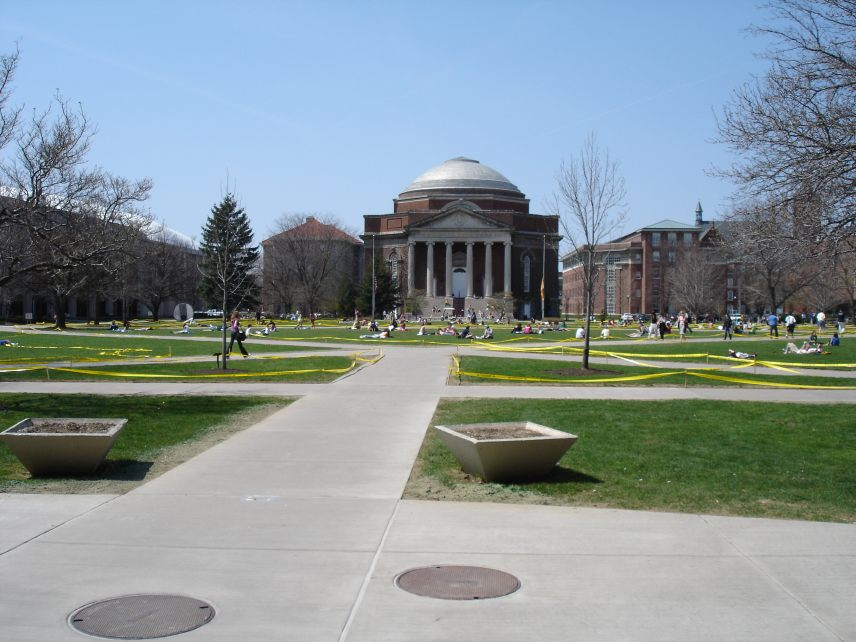
Центр кампуса университета

Кампус Сиракузского университета представляет собой комплекс из зданий, построенных в XIX веке в романском стиле и современных, спроектированных известными архитекторами, такими как Бэй Юймин. В центре кампуса расположены скульптуры и четырёхугольные участки с газонной травой, разделённые пешеходными дорожками. Отсюда открывается потрясающий вид на центр города. Университет также владеет одним из отелей Sheraton, полем для гольфа, домом Джозефа Любина (ум. в 1983) в Нью-Йорке, домом Пола Гринберга в Вашингтоне и конференц-центром Минноубрук.

### Северный кампус

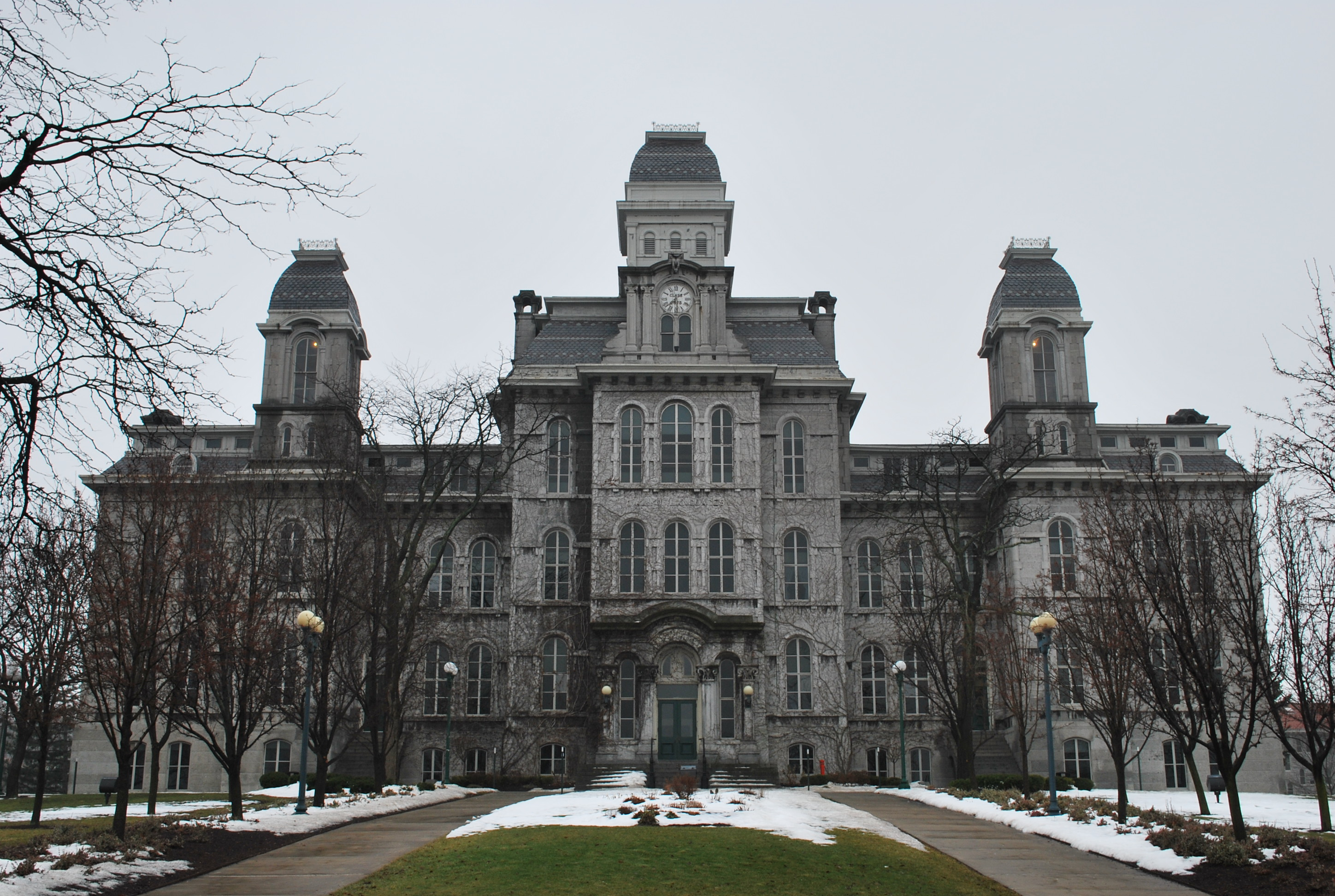
Зал языков, построен в 1871—1873 годах, памятник истории

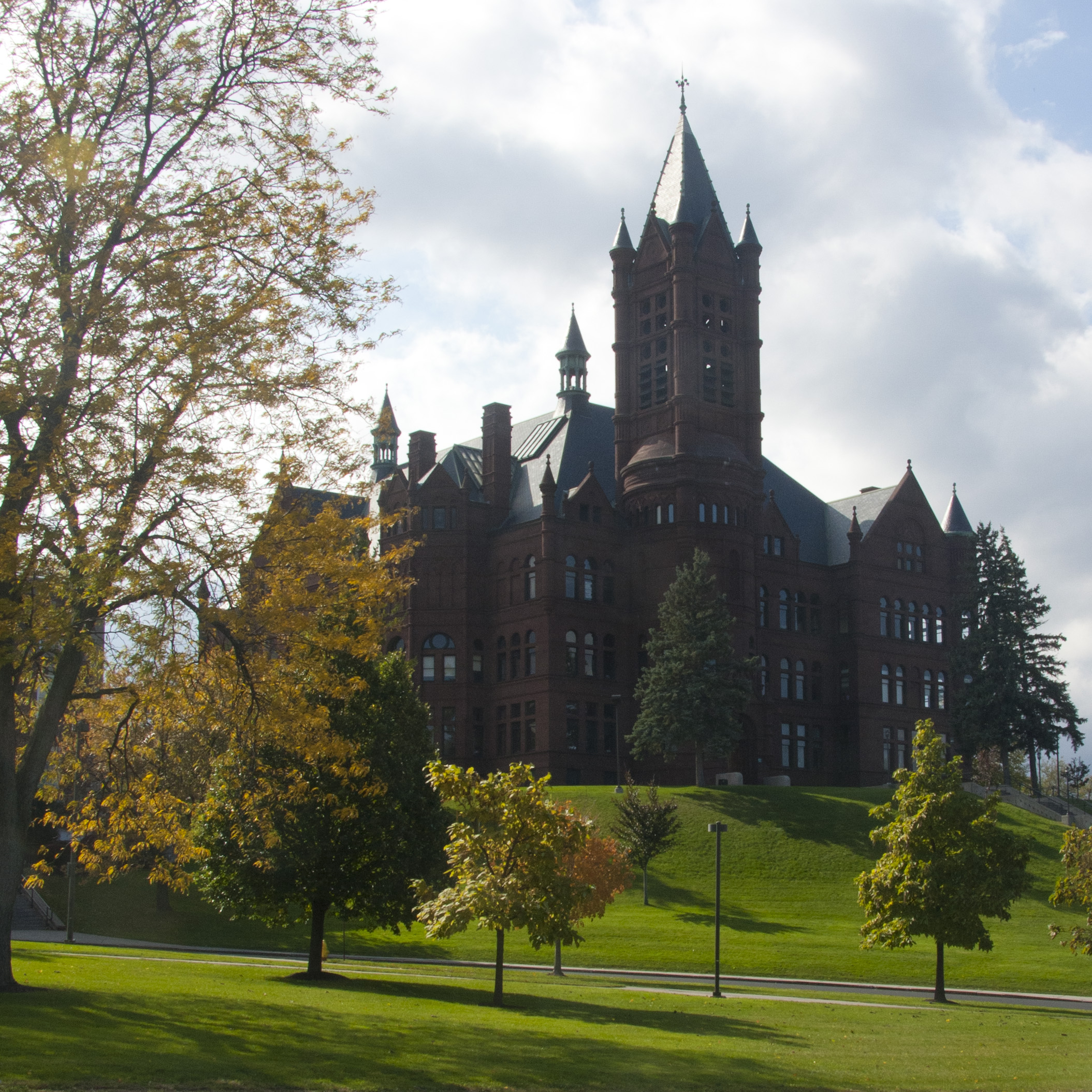
Мемориальный женский колледж им. Джона Крауса, входит в реестр исторических мест США

Основной кампус университета, именно здесь расположены почти все учебные корпуса и общежития для студентов. Занимает бо́льшую часть Юниверсити Хилл — района города Сиракьюс. Отсюда ходят автобусы до южного кампуса, а также в центр города и в некоторые других районы. Около 70 % студентов проживают в зданиях университета, где обязаны жить в течение первых двух лет обучения. Из 22 жилых домов, 21 имеют зал, прачечную и некоторые другие комнаты как для учёбы, так и для отдыха. Доступ в общежития обеспечивается специальными пластиковыми картами. Также здесь располагаются здания студенческих объединений. В северном кампусе находятся и пункты общественного питания, включая 5 столовых, две площадки для приёма пищи и несколько кафе.
В 1980 году район, в котором располагаются исторические здания кампуса был включён в Национальный реестр исторических мест. Три здания на его территории — Краус колледж, Зал языков и дом Братства Пси Эпсилон были включены в национальный реестр по отдельности.

### Южный кампус
После Второй мировой войны холм, принадлежащий университету, был использован для размещения возвращающихся ветеранов. В 1970-х годов временные жилища были заменены двухуровневыми таунхаусами, в которых разместились студенты. В южном кампусе также находятся: Институт сенсорных исследований, ледовый павильон, студенческий центр Гольдштейн, офисное здание Скайтоп, бар для выпускников и пр., немного северней находится штаб-квартира легкоатлетов. Здесь проживают около 2500 студентов, южный кампус соединён с основным часто курсирующими автобусами.

### Центр города Сиракьюс
В декабре 2004 года университет приобрёл 12 зданий в центре города.
С 2009 года Сиракьюсский центр передовых технологий в области окружающей среды и энергетических систем, во главе с Сиракузским университетом и в партнёрстве с Университетом Кларксона, работает над созданием инноваций в экологических и энергетических проектах, с целью укрепления здоровья человека, безопасности и высокоэффективности применяемых технологий в городской среде. 31 марта 2006 года университет и город объявили о намерении связать главный кампус университета с центрами культуры и искусства города Сиракьюс.
Сиракузский университет располагает коллекцией произведений искусства, насчитывающей более 45 000 экспонатов, среди которых работы Пикассо, Рембрандта, Хоппера и Тиффани. На территории кампуса находятся скульптуры Сола Ле Витта, Анны Хантингтон, Жан-Антуана Гудона, Эмиля Бурдель, Ивана Мештровича.

## Образование

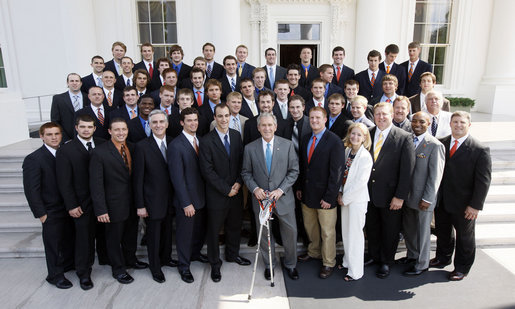
Мужская команда Сиракузского университета по лакроссу на встрече с президентом США Джорджем Бушем в Белом доме, после их победы в национальном чемпионате 2008 года

В состав университета входят 13 колледжей и выпускающих школ:
- Колледж искусств и наук (1870)
- Колледж изобразительных и театральных искусств (1873)
- Архитектурная школа (1873)
- Юридический колледж (1895)
- Школа информационных наук (1896)
- Колледж инженерии и компьютерных наук им. Л. С. Смита (1901)
- Педагогическая школа (1906)
- Высшая школа (1912)
- Университетский колледж (1918)
- Колледж экологии человека (1918)
- Школа менеджмента им. Мартина Дж. Уайтмана (1919)
- Школа гражданства и общественных дел им. Максвелла (1924)
- Школа общественных связей им. С. Т. Ньюхауса (1964)

## Студенческая жизнь
Студентов Сиракузского университета представляет ассоциация студентов, основанная в 1957 году, которая участвует в разработке новых правил и норм учебного заведения. Студенческая ассоциация выпускников ведёт историю выпусков и организует встречи, о которых сообщает на своём сайте. От студентов также избираются 2 представителя без права голоса в Совета попечителей.

### Студенческие СМИ

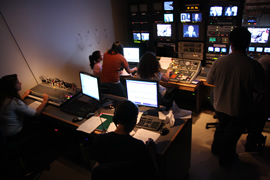
Телевизионная студия CitrusTV

CitrusTV (ранее UUTV, HillTV и Synapse) — телевизионный канал студентов Сиракузского университета, один из крупнейших студенческих ТВ каналов в США, насчитывает более 300 активных участников. CitrusTV ведёт рубрики новостей, спорта, а также выпускает в эфир развлекательные передачи, которые вещаются на кампус университета посредством Orange Television Network и онлайн на сайте CitrusTV.net. Некоторые сюжеты также выходят в эфир на кабельном канале Time Warner Cable Sport. Телевизионная станция была известна как HillTV до середины осени 2005 года, когда её вещание было остановлено в связи со спорными эпизодами развлекательных программ. Телеканал доступен во всех зданиях университета, в обычном формате и в формате высокой чёткости.
На кампусе работают несколько радиостанций:
- WAER (88,3 FM) — станция джазовой музыки с выпусками новостей и творческим персоналом, обеспечивающим вещание 24 часа в сутки в формате National Public Radio. Одним из её спортивных обозревателей был Боб Костас.
- WJPZ — радиостанция полностью принадлежит студентам университета. Работает на волне 89,1 FM, с эффективной мощностью в 100 Вт, что позволяет вещать на весь город Сиракьюс и даже за его пределы.
- WERW — единственная радиостанция кампуса, эфир которой может быть прослушан через iTunes.

В 2003 году отметила своё 100-летие независимая ежедневная газета студентов The Daily Orange.
Есть также несколько студенческих журналов и других изданий, среди которых: The Student Voice, Jerk Magazine, What the Health, 360 и др.

## Выпускники и преподаватели
В Сиракузском университете учились многие известные поэты, художники, актёры, спортсмены, музыканты, политики, астронавты и др., некоторые из которых здесь преподавали.

### Выпускники
См.: Категория:Выпускники Сиракьюсского университета

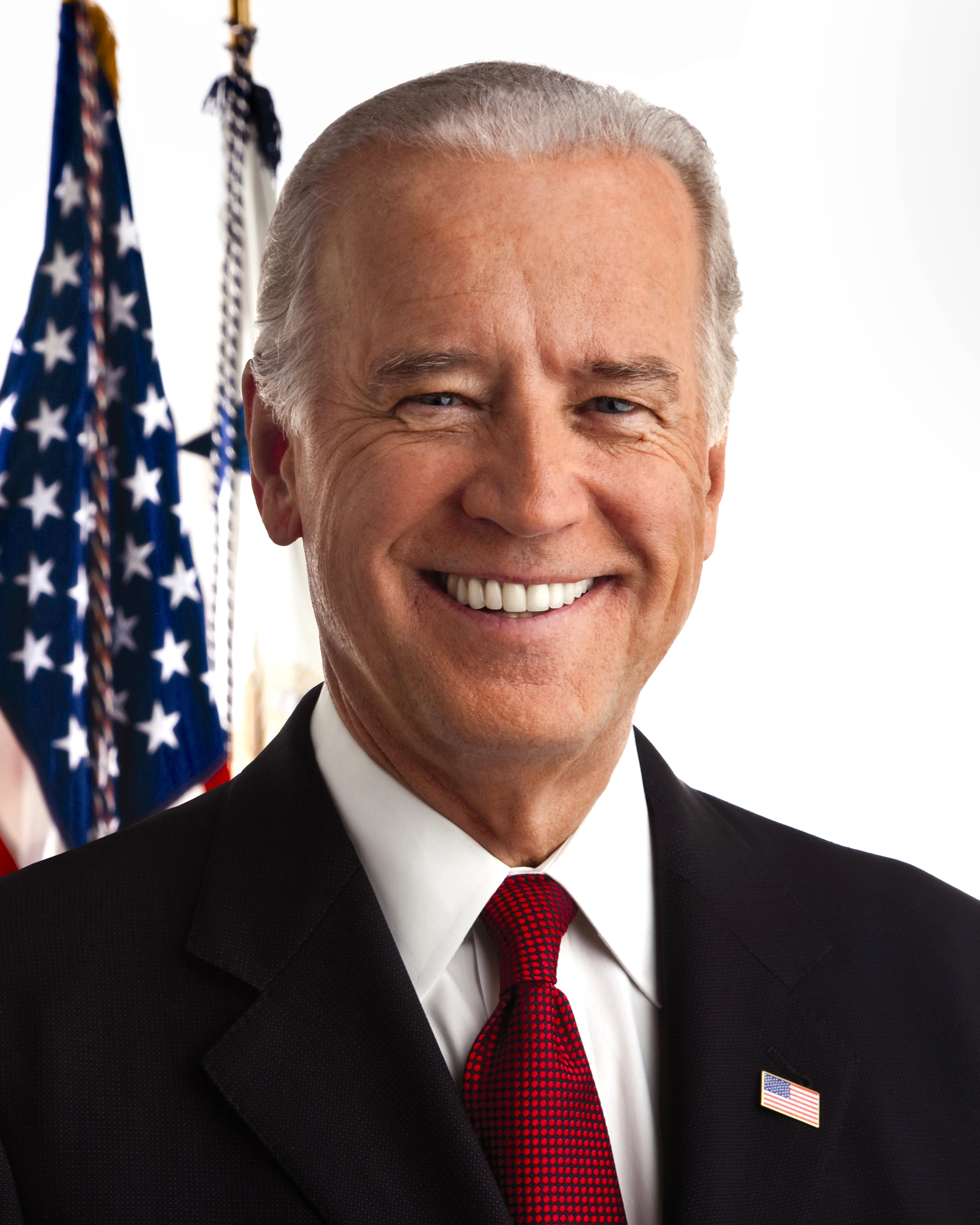
Джо Байден
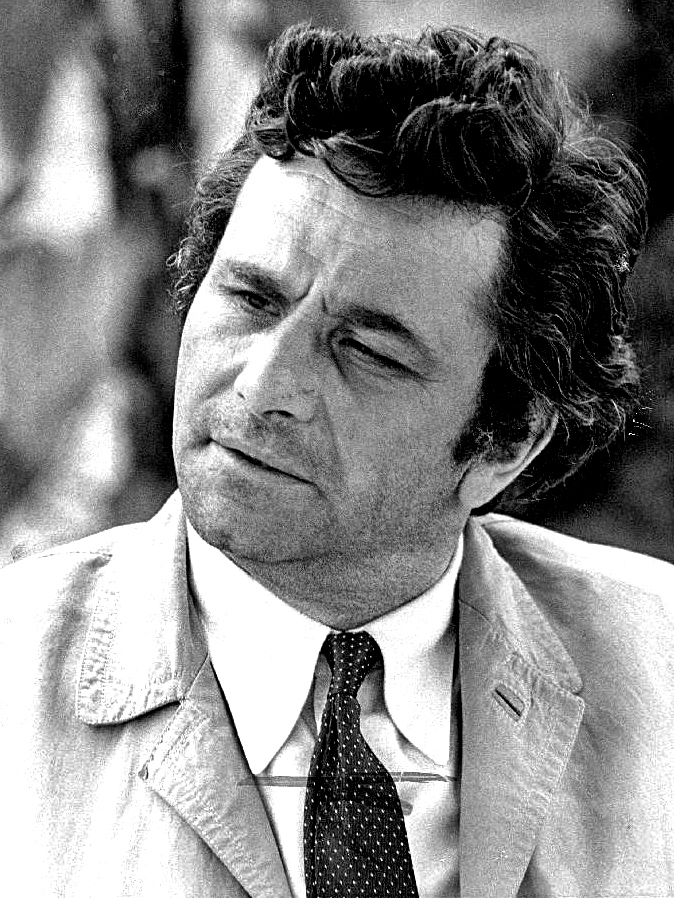
Питер Фальк
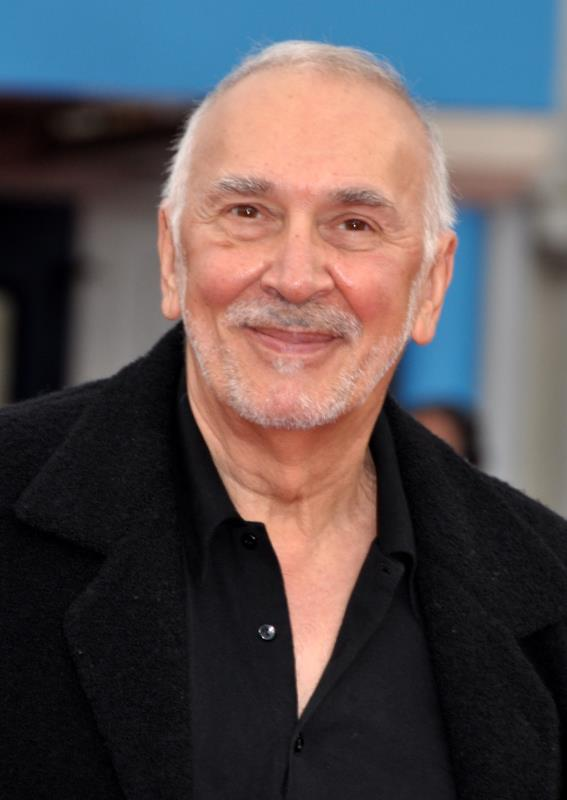
Фрэнк Ланджелла
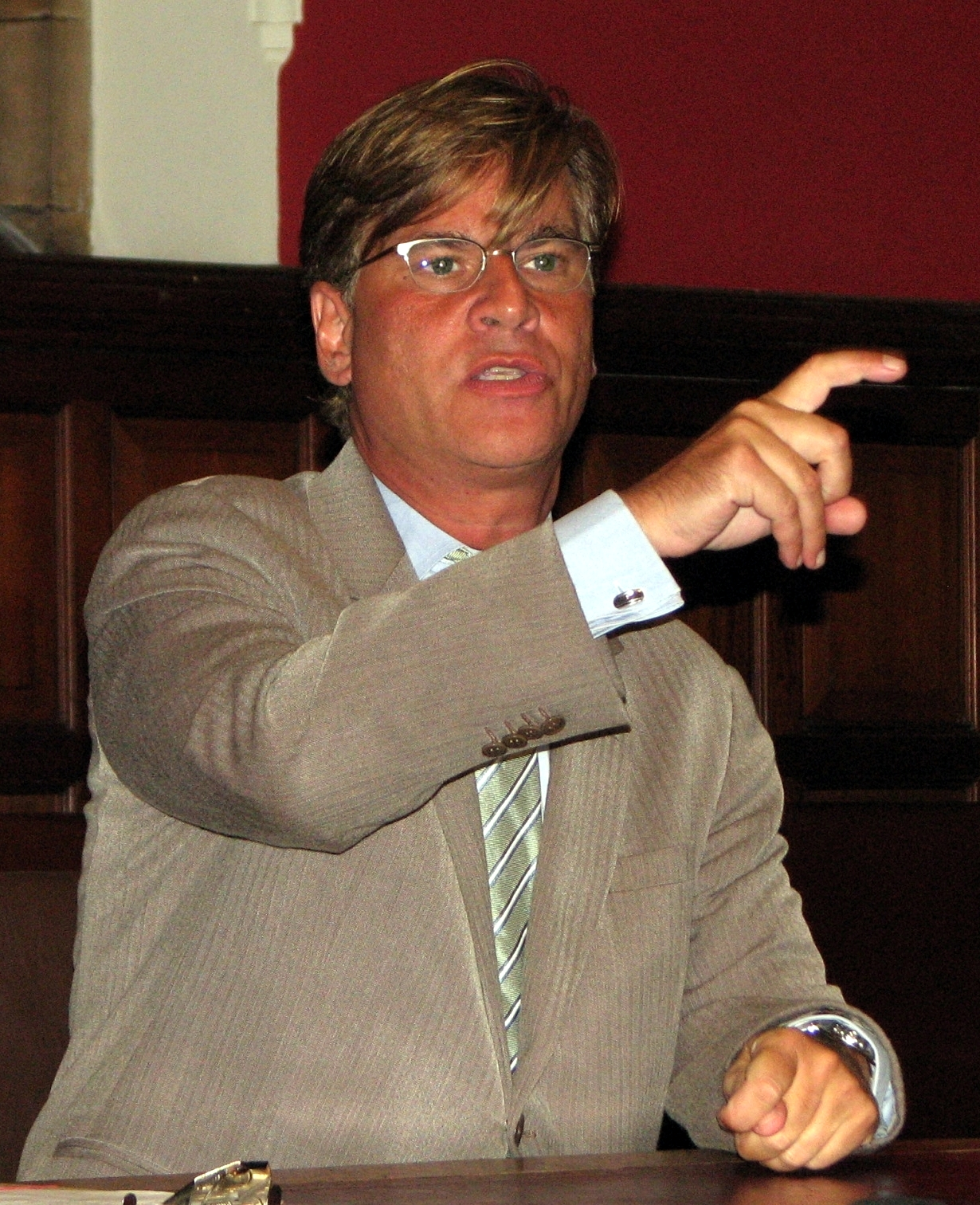
Аарон Соркин
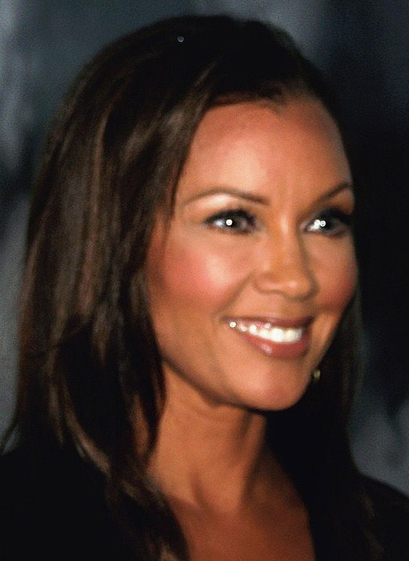
Ванесса Уильямс
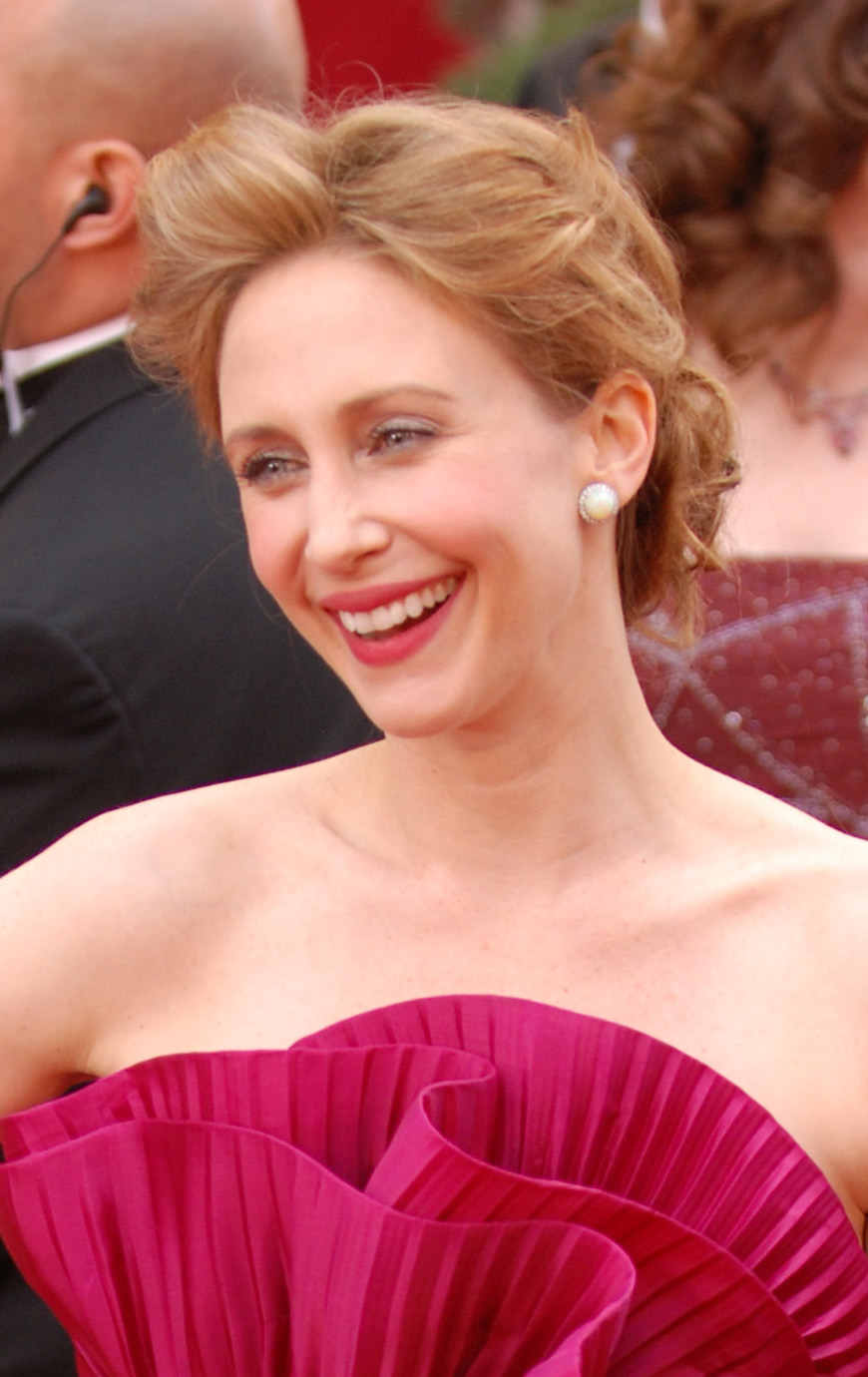
Вера Фармига
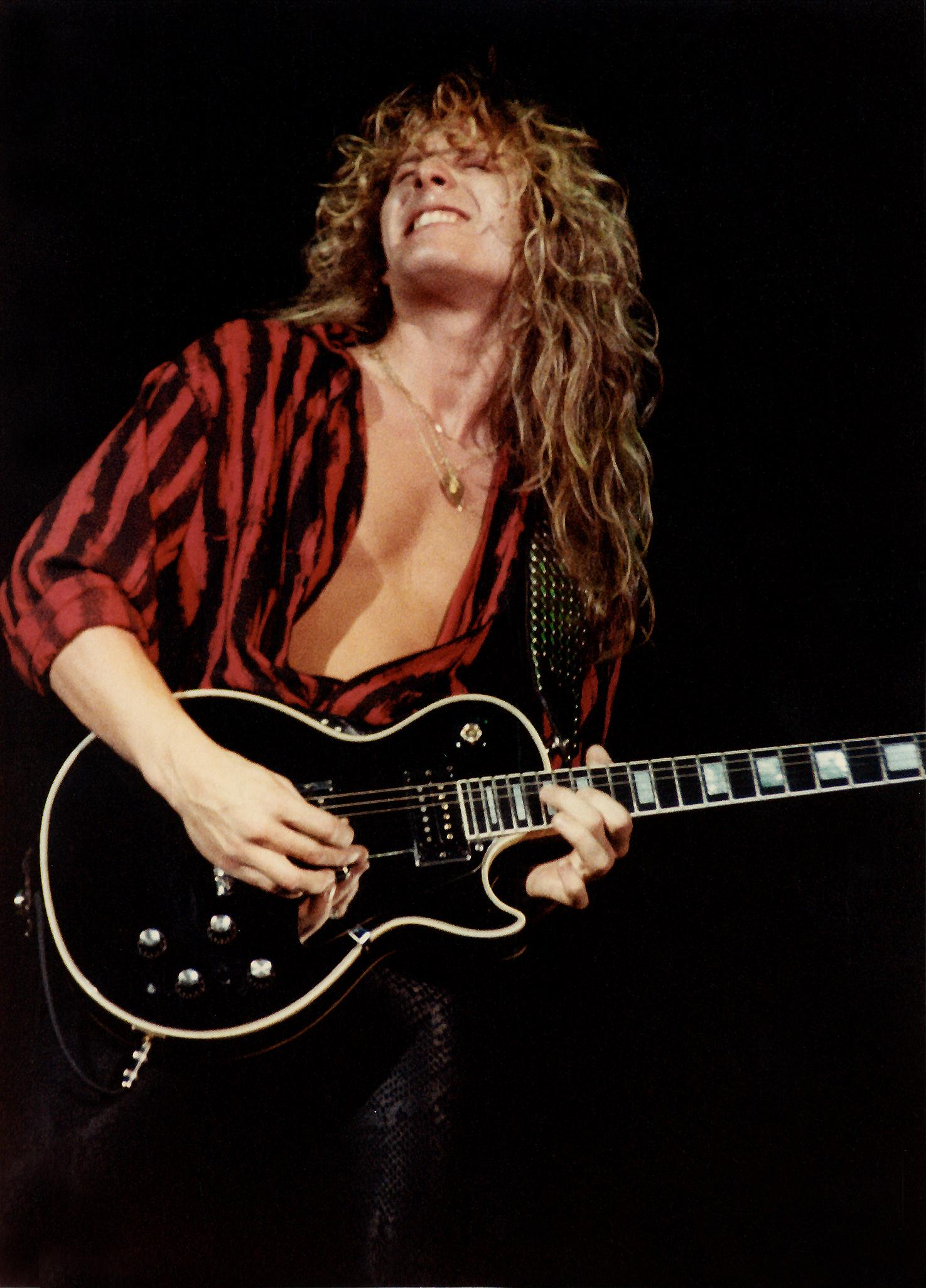
Джон Сайкс
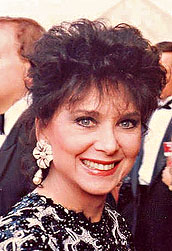
Сюзанн Плешетт
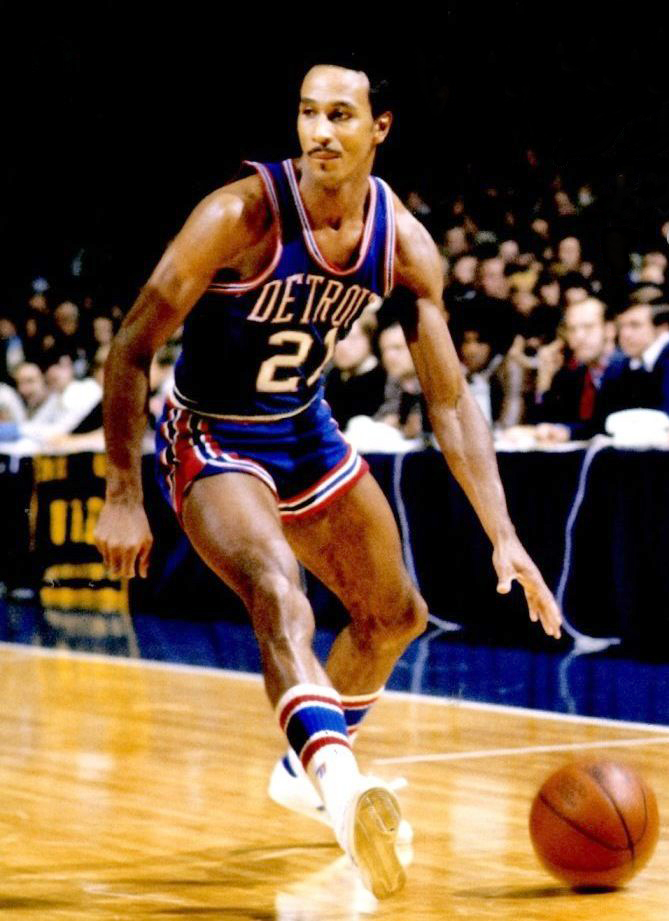
Дэйв Бинг
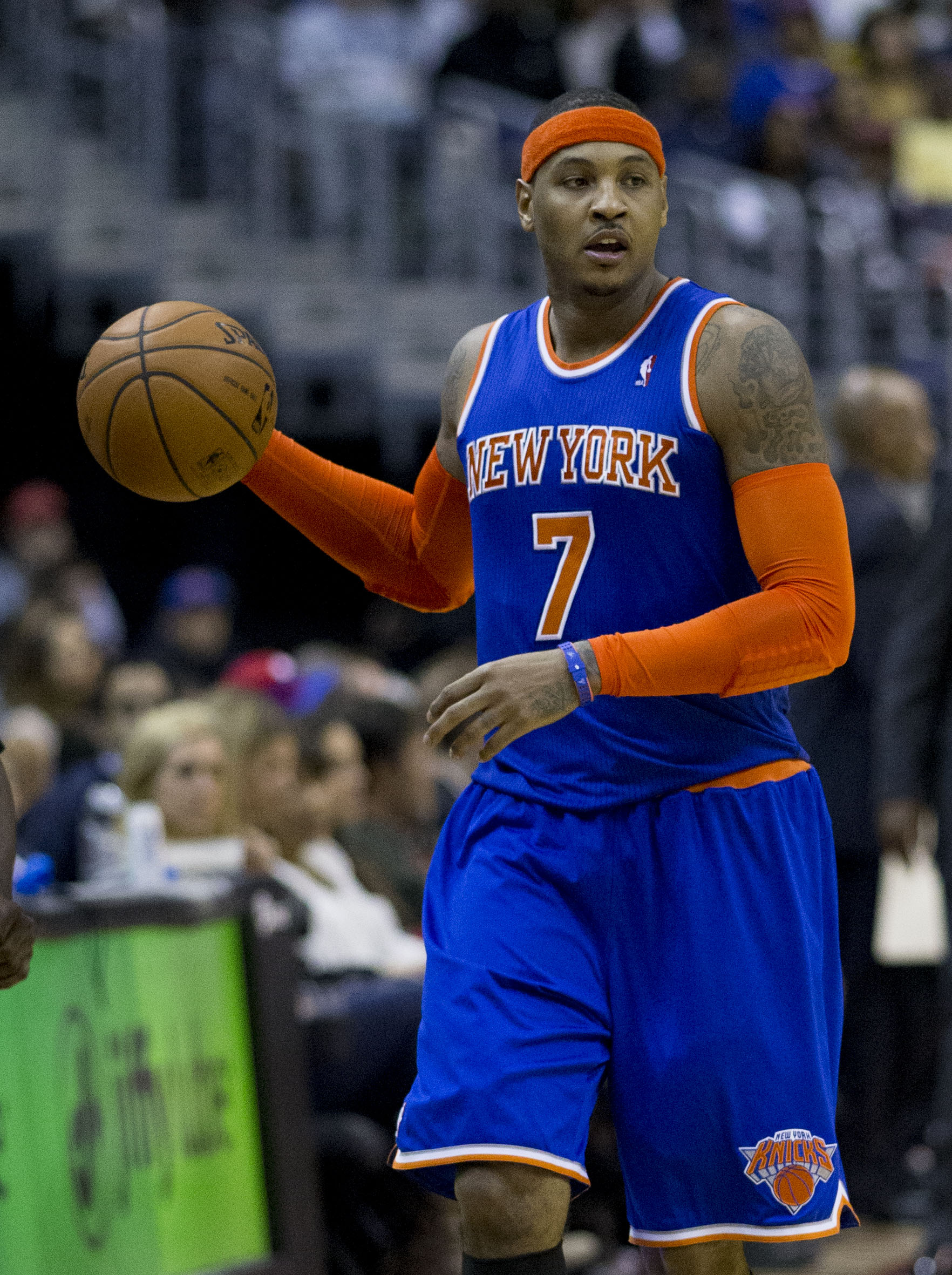
Кармело Энтони

### Преподаватели
См.: Категория:Преподаватели Сиракузского университета